# Scolecoseps litipoensis
Scolecoseps litipoensis — вид сцинкоподібних ящірок родини сцинкових (Scincidae). Ендемік Танзанії.

## Поширення і екологія
Scolecoseps litipoensis відомі з типової місцевості, розташованої в лісовому заповіднику Літіпо на плато Рондо, що на південному сході країни, у 180 м на схід від озера Лутамба, на висоті 180 м над рівнем моря. Вони живуть у вологих тропічних лісах.